# Konvergenstest
En konvergenstest er en test, som besvarer om en givet sum konvergerer eller divergerer.

## Forskellige konvergensteste
Her er nogle få eksempler på konvergensteste:
Samligningstesten
Hvis summen, {\displaystyle \sum \limits _{i=1}^{\infty }a_{n}}, konvergerer og an < bn for alle n ϵ N, så vil {\displaystyle \sum \limits _{i=1}^{\infty }b_{n}} også konvergere.
Forholdstesten
Hvis der eksisterer et r, sådan så {\displaystyle \lim _{n\to \infty }\left|{\frac {a_{n+1}}{a_{n}}}\right|=r}, vil summen, {\displaystyle \sum \limits _{i=1}^{\infty }a_{n}}, konvergere, hvis r < 1, divergere, hvis r > 1, og være udefineret (en anden test skal bruges), hvis r = 1.
Limes af summanden
Hvis {\displaystyle \lim _{n\to \infty }a_{n}\neq 0}, vil summen, {\displaystyle \sum \limits _{i=1}^{\infty }a_{n}}, divergere.
Integraltesten
Lad {\displaystyle f:[1,\infty )\to \mathbb {R} _{+}} være en monoton faldende funktion, som opfylder f(n) = an for alle n ϵ N. Hvis {\displaystyle \int _{1}^{\infty }f(x)\,dx<\infty }, vil summen, {\displaystyle \sum \limits _{i=1}^{\infty }a_{n}}, konvergere, hvis ikke, vil summen divergere.